# Suzuki Address

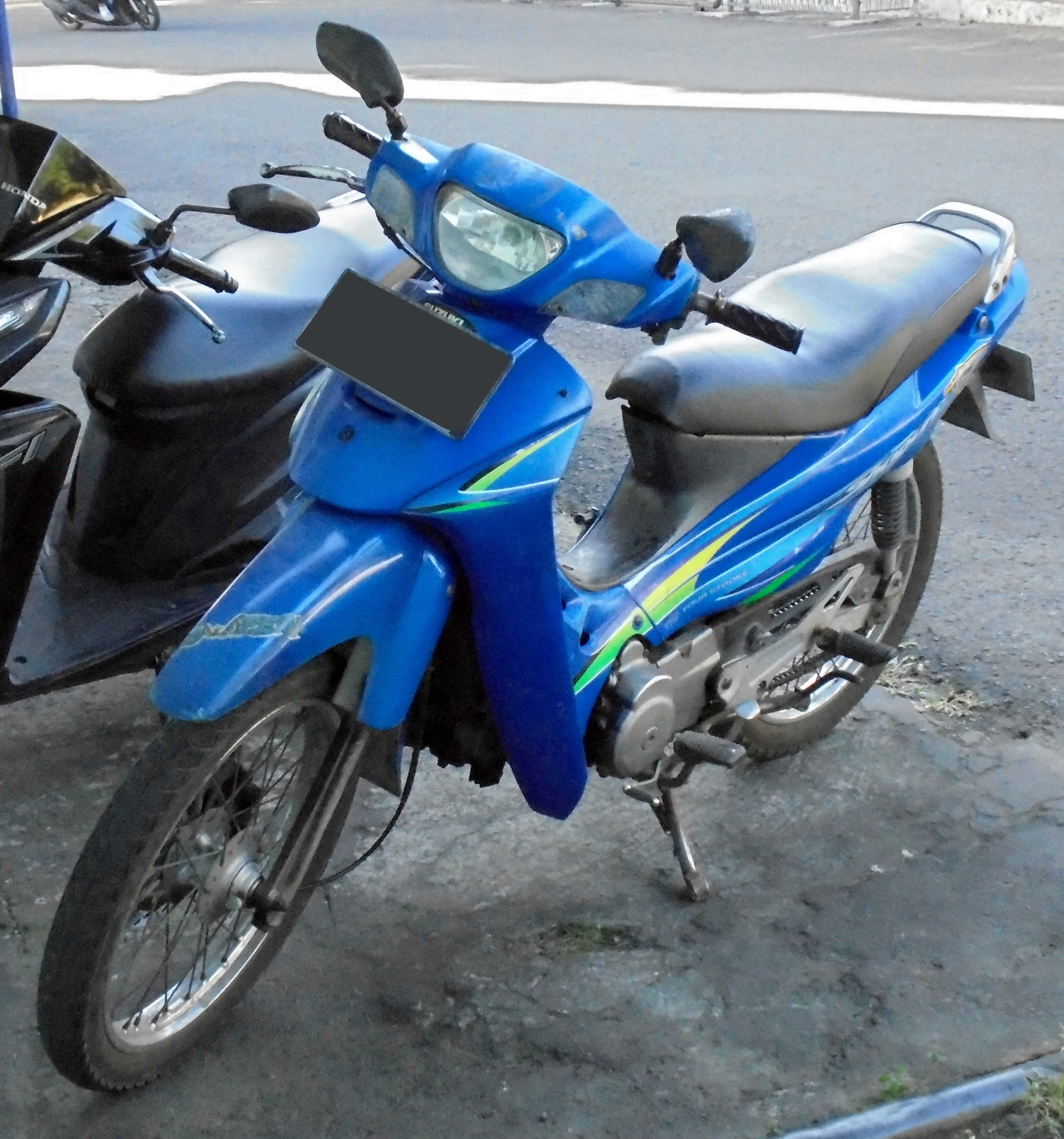
Asiatische Adress Shogun, 2002

Die Suzuki Address ist ein Leichtkraftrad des Fahrzeugherstellers Suzuki. Von 2008 bis 2009 wurde sie von Suzuki in Deutschland angeboten. In Asien (Thailand) ist sie unter dem Namen Suzuki Shogun schon seit längerem erhältlich (FL125 sdw).
Die Address 125 ist in Indien mit über vier Millionen Stück seit 2007 das meistverkaufte Modell in dieser Klasse. Im Herbst 2022 wurde ein neues Modell, das die Euro 5-Abgasnorm erfüllt und mit LED-Licht und USB-Anschluss aktualisiert wurde, vorgestellt. Mit dem Avenis 125 wird der Address eine kantigere Version, die optisch an die Address 110 erinnert, zur Seite gestellt.

## Fahrzeugkonzept
In Europa ist das Fahrzeugkonzept der Address FL 125, eine Mischung aus Roller und Motorrad, selten zu finden. Ein automatisches stufenloses Keilriemen-Getriebe mit Fliehkraftkupplung (neues namensgleiches Modell) und eine gekapselte Kette altes Modell Address Fl-125 K/7/K8/K9 mit halbautomatischem 4-Gang-Schaltgetriebe übertragen die Leistung auf das Hinterrad.

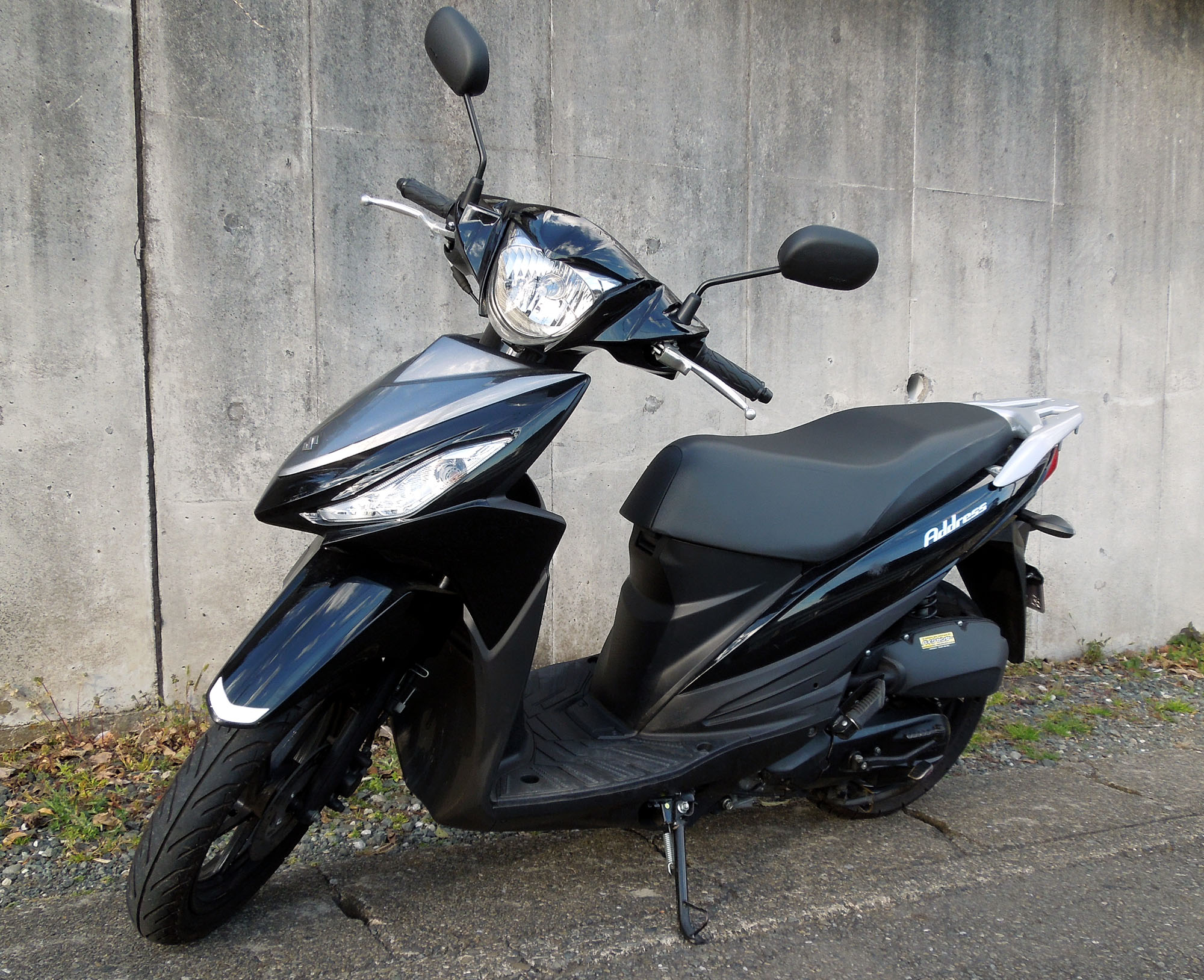
Address 110, 2015

Der Address FL125 ähnlich ist die Honda Innova.
Das Modell für 2023 hat mit 12 Zoll vorn und 10 Zoll hinten kleinere Räder als die Adress 110.

## Address 110
Seit 2007 wird auch ein Roller unter der Bezeichnung Address 110 vertrieben; das völlig andere Konzept beruht nun dabei auf einem klassischen Roller mit Fliehkraftkupplung und Einarmschwinge - mit kleinen Rollerrädern und Trittbrett.

## Technische Daten
| Modell                                                 | FL 125 | 125 (2023)                                                 | 110                                          |
| Motor                                                  | |                                                            |                                              |
| Bauart                                                 | Fahrtwindgekühlter Einzylinder-Viertaktmotor                                                                                     | Fahrtwindgekühlter Einzylinder-Viertaktmotor, vier Ventile | Fahrtwindgekühlter Einzylinder-Viertaktmotor |
| Bohrung × Hub in mm / Hubraum in cm³                   | 53,5 mm × 55,2 mm / 124 (Zylinder ist keramikbeschichtet)                                                                        | 57,4 mm × 52,5 mm/ 124                                     | 51,5 mm × 55,2 mm / 113                      |
| Verdichtung                                            | 9,6:1 | 10,3 :1                                                    | 9,4:1                                        |
| Gemischaufbereitung                                    | Elektronische Einspritzung | Elektronische Einspritzung                                 | Elektronische Einspritzung                   |
| Max. Leistung, kW (PS) bei min−1 gemessen nach 95/1/EC | 7 (9 PS) | 6 kW (8 PS) bei 6750                                       | 6,8 kW bei 8000                              |
| Max. Drehmoment (Nm bei min−1)                         | 9 bei 6500 | 10 Nm bei 5500                                             | 8,7 bei 6.500                                |
| Abgasverhalten                                         | Euro 3 / Geregelter Katalysator                                                                                                  | Euro 5                                                     | Geregelter Katalysator                       |
| Starter                                                | Elektro- und Kickstarter |                                                            |                                              |
| Kraftübertragung                                       | |                                                            |                                              |
| Getriebe                                               | stufenlos automatisch mit Fliehkraftkupplung                                                                                     | automatisch mit Fliehkrafttrockenkupplung                  | CVT                                          |
| Endantrieb                                             | Kette (gekapselt) Suzuki FL125 K7 K8 K9 SDW 10PS - (nicht verwechseln mit der Suzuki ADDRESS 125 gs 10„und 12“ - Einarmschwinge) | Riemen                                                     | Riemenantrieb und Fliehkraftkupplung         |
| Abmessungen                                            | |                                                            |                                              |
| Länge in mm                                            | 1.885 | 1825                                                       | 1845                                         |
| Breite (mm)                                            | 715 | 690                                                        | 665                                          |
| Höhe (mm)                                              | 1075 | 1160                                                       | 1095                                         |
| Radstand (mm)                                          | 1220 | 1265                                                       | 1260                                         |
| Sitzhöhe in mm                                         | 770 |                                                            | 755                                          |
| Bodenfreiheit (mm)                                     | 135 |                                                            | 120                                          |
| Tankinhalt in Liter                                    | 4,3 | 5                                                          | 5,2                                          |
| Fahrwerk                                               | |                                                            |                                              |
| Bereifung vorne                                        | 70 / 90 - 17 | 90 / 90 - 12                                               | 70 / 90 - 14                                 |
| Bereifung hinten                                       | 80 / 90 - 17 | 90 /100 - 10                                               | 80 / 90 - 14                                 |
| Radaufhängung vorne                                    | Teleskopgabel, ölgedämpft | Teleskopgabel, ölgedämpft                                  | Teleskopgabel, ölgedämpft                    |
| Radaufhängung hinten                                   | Schwinge; 2 Federbeine, ölgedämpft                                                                                               |                                                            |                                              |
| Bremsen vorne                                          | Einscheibenbremse mit Doppelkolbenbremszange                                                                                     | Einscheibenbremse mit Doppelkolbenbremszange               | Einscheibenbremse mit Doppelkolbenbremszange |
| Bremsen hinten                                         | Trommelbremse | Trommelbremse                                              | Trommelbremse                                |
| Gewicht vollgetankt (kg)                               | 109 | 105                                                        | 97                                           |
| Zulässiges Gesamtgewicht (kg)                          | 270 |                                                            |                                              |
| Max. Zuladung (kg)                                     | 161 | 170                                                        | 173                                          |
| Höchstgeschwindigkeit                                  | 96 km/h |                                                            | 95 km/h                                      |
| Verbrauch                                              | ca. 2 l/100 km | 1,9 l/100 km nach WMTC                                     | ca. 1,6 l/100 km                             |